# Resolució 1360 del Consell de Seguretat de les Nacions Unides
La Resolució 1360 del Consell de Seguretat de les Nacions Unides fou adoptada per unanimitat el 3 de juliol de 2001. Després de recordar totes les resolucions anteriors sobre Iraq, incloses les resolucions 986 (1995), 1284 (1999), 1330 (2000) i 1352 (2001) relativa al Programa Petroli per Aliments, el Consell va ampliar les disposicions relatives a l'exportació de petroli iraquià o productes derivats del petroli per ajuda humanitària per 150 dies més.
El Consell de Seguretat estava convençut de la necessitat d'una mesura temporal per proporcionar assistència humanitària al poble iraquià fins que el govern de l'Iraq compleixi les disposicions de la resolució 687 (1991) i havia distribuït l'ajuda a tot el país per igual.
Actuant sota el Capítol VII de la Carta de les Nacions Unides, el Consell va ampliar el Programa Petroli per Aliments durant 150 dies a partir de les 00:01 de l'EDT el 4 de juliol de 2001. El producte de les vendes de petroli i altres transaccions financeres seria assignat amb caràcter prioritari en el context de les activitats de la Secretaria General de les Nacions Unides, de les quals el 13% s'utilitzaria per a les finalitats previstes a la Resolució 986.
Es va demanar al secretari general Kofi Annan que vetllés per la implementació efectiva de la resolució i n'informés en un termini de 90 dies. També es va demanar al Comitè del Consell de Seguretat encarregat de supervisar el procés que presentés un informe.
La resolució va decidir que els fons produïts en el dipòsit fiduciari fins a un total de 600 milions de dòlars nord-americans podrien ser utilitzats per cobrir despeses raonables que no siguin pagaments a l'Iraq, com ara l'augment de les exportacions de petroli i els costos de les necessitats civils essencials. La taxa de deducció efectiva dels fons dipositats en el dipòsit transferible a la Comissió de Compensació de les Nacions Unides] seria del 25% i els fons addicionals es dipositaran en un compte per motius humanitaris.
Finalment, el Consell va concloure instant al ple compliment de la resolució actual i va fer una crida perquè tots els països cooperessin en la presentació de sol·licituds i emissió de llicències d'exportació.